# Старий Радзіць
Старий Радзіць (пол. Stary Radzic) — село в Польщі, у гміні Людвін Ленчинського повіту Люблінського воєводства.
Населення — 221 особа (2011).

## Демографія
Демографічна структура станом на 31 березня 2011 року:
|          | Загалом | Допрацездатний вік | Працездатний вік | Постпрацездатний вік |
| -------- | ------- | ------------------ | ---------------- | -------------------- |
| Чоловіки | 112     | 32                 | 72               | 8                    |
| Жінки    | 109     | 28                 | 61               | 20                   |
| Разом    | 221     | 60                 | 133              | 28                   |